# Yvan Daumas
Pour les articles homonymes, voir Daumas.
Yvan Daumas, né le 15 juin 1943 à Marseille et mort le 13 avril 2021 dans la même ville,, est un peintre expressionniste français. 

## Biographie
Il grandit dans la ville de Carry-le-Rouet. À partir de 1962, il étudie à l'école des Beaux-Arts de Marseille et devient l'élève de François Bret. 
Il devient plus tard enseignant de cette même école où il officie jusqu'à la retraite. En 1990, Pierre Durocq réalise un court métrage dans le cadre de sa série « portrait sans paroles ». En 1997, Yvan Daumas participe à l'illustration du livre Passant obstiné de Yves Broussard.